# Вулиця Заозерна (Львів)
Вулиця Заозерна — вулиця у Шевченківському районі міста Львова, місцевість Голоско. Сполучає вулицю Круглу та 6-й Заозерний провулок. Прилучаються 1-й, 2-й, 3-й і 5-й Заозерні провулки.

## Історія
Вулиця виникла на початку XX століття у складі передміського селища Голоско Велике під назвою Зацерковна, від церкви, що розташована на цій вулиці. Після приєднання Голоска Великого до Львова у 1958 році, отримала сучасну назву — вулиця Заозерна, через три невеликих озера, що розташовувалися поблизу (станом на початок XXI століття залишилося лише одне — озеро Стосика).

## Забудова
Вулиця Заозерна забудована одно- та двоповерховими будинками різних часів — від конструктивістських будівель 1930-х років до сучасних садиб.
Під № 11 розташована церква Успіння святої Анни, зведена у 1775 році, на місці давнішого дерев'яного храму Покрови Пресвятої Богородиці, який був парафіяльним для мешканців Голоска з XVI століття. У 1924—1943 роках парохом церкви був отець Михайло Жовнірук, активний діяч товариства «Просвіта». За радянських часів церкву перетворили на склад господарських речей, а на початку 1990-х років УАПЦ відновила тут богослужіння. Церква однокупольна, спроєктована у бароковому стилі.